# 安东尼奥·斯卡帕

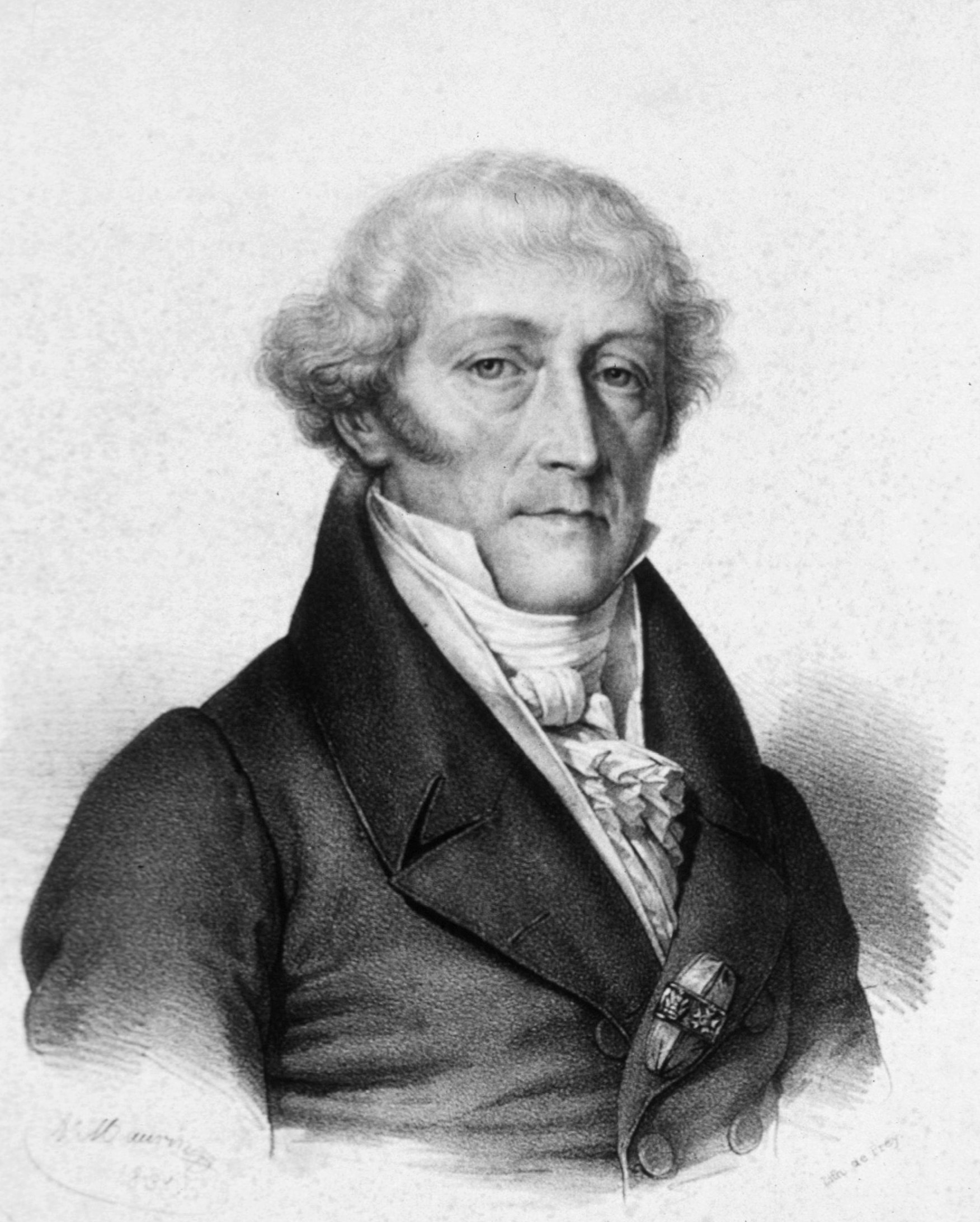
安东尼奥·斯卡帕

安东尼奥·斯卡帕（義大利語：Antonio Scarpa；1752年5月9日—1832年10月31日），意大利知名解剖学家，发现了膜迷路、内淋巴、前庭神经节等一系列重要生理结构。

## 生平
斯卡帕出生于意大利莫塔迪利文扎的一个贫民家庭。15岁时考入帕多瓦大学，师从乔瓦尼·莫尔加尼等人。
1770年5月，他获得医学博士，并于1772年成为摩德纳和雷焦艾米利亚大学教授。
1783年，在神圣罗马帝国皇帝约瑟夫二世的推荐下，斯卡帕成为帕维亚大学解剖学教授。 在他任教期间，帕维亚大学成为欧洲最顶尖的解剖学研究教学中心之一。1791年5月，他成为皇家学会院士。1805年拿破仑·波拿巴成为意大利国王，由于政治观点等原因，斯卡帕被迫离开帕维亚大学的教职，但拿破仑亲自过问斯卡帕的处境并恢复了他的教职。1821年，斯卡帕当选瑞典皇家科学院外籍院士。
斯卡帕虽出身贫寒，但此后成为富有之人，终生未婚，且拥有一系列名画收藏。晚年斯卡帕患上尿路结石，1832年，他在帕维亚去世。